# Slănic
Slănic este un oraș în județul Prahova, Muntenia, România, format din localitățile componente Groșani, Prăjani și Slănic (reședința). Conform recensământului din anul 2011, Slănic avea o populație de 6.034 de locuitori, fiind al treisprezecelea centru urban al județului Prahova din punct de vedere demografic. Deși incorectă, denumirea de Slănic-Prahova este folosită uneori, îndeosebi în alte regiuni ale României, din dorința de a evita confuzia cu Slănic Moldova, oraș situat în județul Bacău.

## Etimologie
După cum numele orașului sugerează („sare” în limba slavonă), istoria și economia orașului Slănic sunt în bună parte legate de prezența unui zăcământ important de sare în zonă, atât în subteran cât și la suprafață.

## Așezare
Orașul Slănic se află în zona central-nordică a județului, pe valea pârâului omonim, care este afluent al râului Vărbilău, care la rândul său este afluent al râului Teleajen. Este străbătut de șoseaua județeană DJ102, care îl leagă spre nord de Izvoarele (unde se termină în DN1A) și spre sud de Vărbilău, Dumbrăvești, Plopeni, Păulești și Ploiești (unde se intersectează cu DN1B). Din acest drum, la Groșani se ramifică șoseaua județeană DJ100N, care duce spre est la Teișani (unde se termină în DN1A). În oraș se află stația Slănic, capătul căii ferate Buda-Slănic.

## Demografie
Componența etnică a orașului Slănic
     Români (92,91%)
     Alte etnii (0,19%)
     Necunoscută (6,9%)
Componența confesională a orașului Slănic
     Ortodocși (91,37%)
     Alte religii (1,22%)
     Necunoscută (7,41%)
Conform recensământului efectuat în 2021, populația orașului Slănic se ridică la 4.669 de locuitori, în scădere față de recensământul anterior din 2011, când fuseseră înregistrați 6.034 de locuitori. Majoritatea locuitorilor sunt români (92,91%), iar pentru 6,9% nu se cunoaște apartenența etnică. Din punct de vedere confesional, majoritatea locuitorilor sunt ortodocși (91,37%), iar pentru 7,41% nu se cunoaște apartenența confesională.
|  | Graficele sunt indisponibile din cauza unor probleme tehnice. Mai multe informații se găsesc la Phabricator și la wiki-ul MediaWiki. |

Date: Recensăminte sau birourile de statistică - grafică realizată de Wikipedia

## Politică și administrație
Orașul Slănic este administrat de un primar și un consiliu local compus din 13 consilieri. Primarul, Daneluș Costea[*], de la Partidul Social Democrat, este în funcție din octombrie 2020. Începând cu alegerile locale din 2024, consiliul local are următoarea componență pe partide politice:
|  | Partid                          | Consilieri | Componența Consiliului | Componența Consiliului | Componența Consiliului | Componența Consiliului |
|  | ------------------------------- | ---------- | ---------------------- | ---------------------- | ---------------------- | ---------------------- |
|  | Partidul Social Democrat        | 4          |                        |                        |                        |                        |
|  | Partidul România în Acțiune     | 3          |                        |                        |                        |                        |
|  | Alianța Dreapta Unită           | 2          |                        |                        |                        |                        |
|  | Partidul Național Liberal       | 2          |                        |                        |                        |                        |
|  | Alianța pentru Unirea Românilor | 2          |                        |                        |                        |                        |

## Istorie
În secolul al XVII-lea, zona era locuită de moșneni, care au vândut în 1685 un teren spătarului Mihai Cantacuzino, în schimbul sumei de 700 de taleri. Acesta a deschis o ocnă de sare pe Valea Verde în 1688. În 1713, spătarul a donat moșia sa mănăstirii Colțea.
La sfârșitul secolului al XIX-lea, Slănicul era comună urbană, reședința plaiului Vărbilău din județul Prahova, fiind format din două părți: Groșani (partea de nord) și Prăjani (partea de sud), având în total 4488 de locuitori. În oraș erau o școală înființată în 1855 și 5 biserici ortodoxe — una fondată în Groșani de Stoica Gioarsă în 1724 (inițial de lemn, reconstruită din piatră de Neagu Toma în 1774), una datând din 1732, una construită de vel clucer Ion Hagi Moscu în 1800, una fondată de Safta Zăneasca în 1851 și o a cincea construită de Ion Marinescu și alți locuitori în 1864. Funcționau 5 mori pe râul Slănic (4 în Groșani și 1 în Prăjani) și o fabrică de ipsos aparținând familiei Alexerio. Sunt atestate atunci Baia Verde și Baia Baciului, cu izvoare de sare și iod, aflate în proprietatea statului. În 1925, anuarul Socec consemnează existența a patru școli — una de băieți, una de fete și două mixte și o populație de 7713 locuitori.
În 1950, orașul a fost arondat raionului Teleajen din regiunea Prahova, și apoi (după 1952) din regiunea Ploiești. În 1968, județul Prahova s-a reînființat, iar orașul Slănic a devenit parte a acestuia, fiind format din orașul propriu-zis și cele două sate, Groșani și Prăjani, care ocupă extremitățile nordică, și respectiv sudică a orașului.

## Monumente istorice

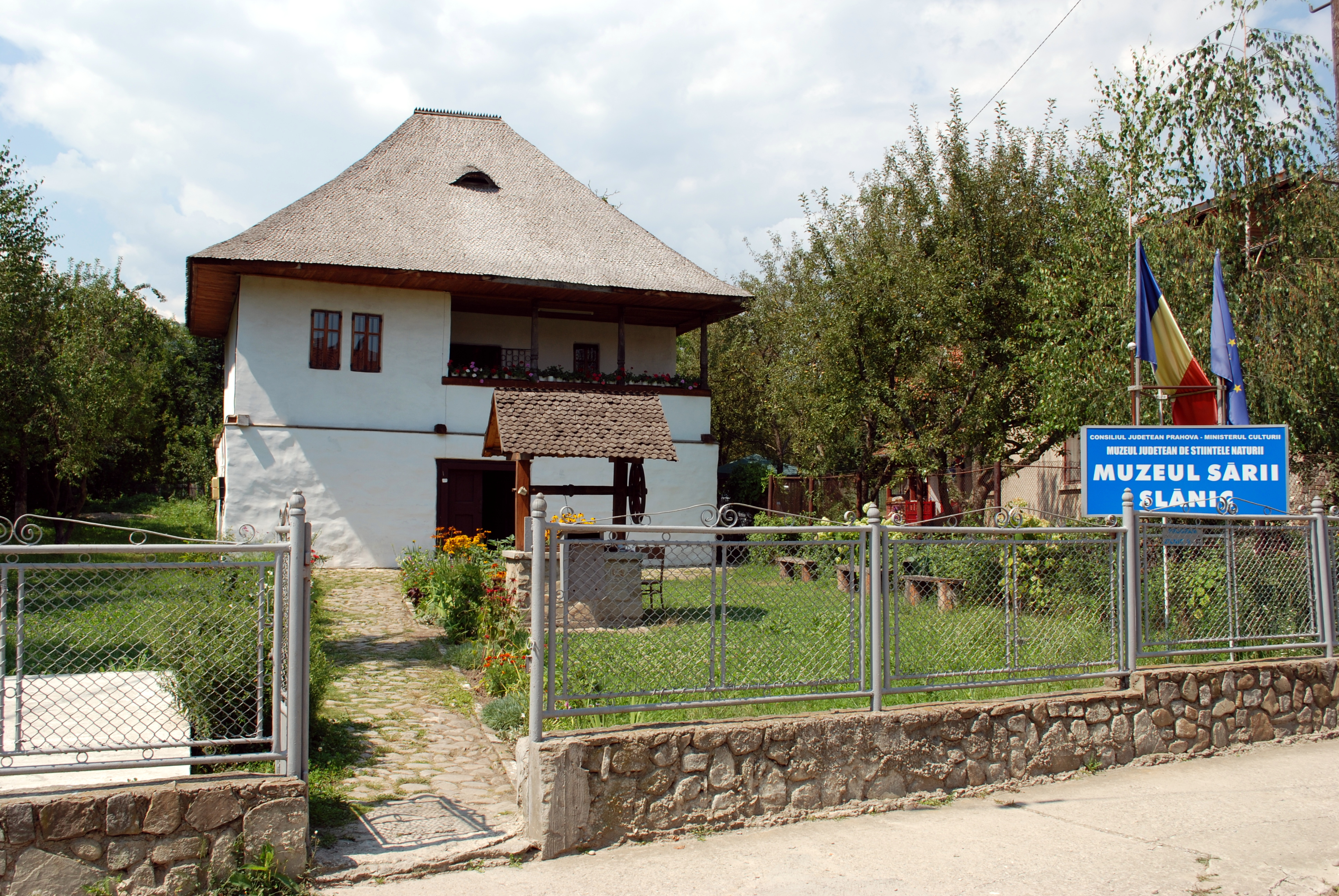
Fosta casă a Cămărășiei, actual sediu al Muzeului Sării din Slănic

În orașul Slănic se află Casa Cămărășiei (Cancelaria Salinei, începutul secolului al XIX-lea, azi Muzeul Sării), biserica „Sfinții Trei Ierarhi” (secolul al XVIII-lea) și casa cu prăvălie Elena Mosor (sfârșitul secolului al XIX-lea), toate trei monumente istorice de arhitectură de interes național.
În rest, alte șaptesprezece obiective din oraș sunt incluse în lista monumentelor istorice din județul Prahova ca monumente de interes local, toate clasificate ca monumente de arhitectură: casa Rosine Stănescu (1883–1884, prima școală din Slănic); casele cu prăvălie Anișoara Drăgoi (1918) și Valeriu Popescu (începutul secolului al XX-lea), toate din localitatea Groșani; casa Safta Rusu (sfârșitul secolului al XIX-lea) și casa cu prăvălie Maria Alexe (1925–1926), ambele din localitatea Prăjani; casele cu prăvălie Ștefan R. Anghel și Gheorghe Ștefănescu; conacul Teoharescu (sfârșitul secolului al XIX-lea); casele Vasilica Pătrașcu (prima jumătate a secolului al XIX-lea), Maria Ionescu (1880), Ștefania Cristescu (1900), Ion Dumitrescu, Sia Șerban, Catrina Puiu (sfârșitul secolului al XIX-lea), Epure Constantin (1920), Cristina Nestorescu și Andreea Patou (1924).

## Turism

Ștrandul Baia Baciului din Slănic

Orașul este cunoscut pentru lacurile sărate (numite și Băi): Baia Baciului, Baia Verde și Baia Roșie, precum și pentru Salina Veche și Salina Nouă. În vreme ce în Salina Nouă se extrage în continuare sare, Salina Veche este în prezent deschisă publicului larg, fiind folosită ca loc de agrement. De asemenea, într-una din încăperile separate ale Salinei Vechi, se desfășoară anual Campionatele Mondiale de Aeromodelism.
Printre obiectivele turistice importante, accesibile unui drumeț fără antrenament, se numără Fântâna Rece, Releul de televiziune din spatele Pădurii de brazi, Dealul cu Semn,  Muntele de Sare în care a existat Grota Miresii, Piatra Verde, Complexul Minier Unirea (salina Slănic), Muzeul sării, Delușorul Mânzului.